# Frederik I van Brandenburg
Frederik I (Neurenberg, 21 september 1371 — Cadolzburg, Ansbach, 20 september 1440), uit het Huis Hohenzollern, was van 1397 tot 1437 als Frederik VI burggraaf van Neurenberg en van 1415 tot 1437 als Frederik I markgraaf en keurvorst van Brandenburg.
Hij trad al vroeg in dienst van de Oostenrijkers en streed aan de zijde van de Hongaarse koning Sigismund. Na zijn terugkomst verdeelde hij zijn erfdeel met zijn broer Johan: Frederik kreeg Ansbach en Johan Bayreuth. Vervolgens probeerde hij te bemiddelen in de politieke strijd tussen koning Wenceslaus van Bohemen en Ruprecht III van de Palts, maar koos in september 1399 de kant van Ruprecht.
Frederik trad op 18 september 1401 in het huwelijk met Elisabeth, dochter van hertog Frederik van Beieren. Na vijandelijkheden gaf hij in 1409 de regering van Ansbach op en trad in dienst van koning Sigismund. Op 20 september 1410 nam hij als vertegenwoordiger van Brandenburg deel aan de keurvorstelijke verkiezingen en mede door zijn stem werd Sigismund keizer van het Heilige Roomse Rijk. Als dank maakte die hem leider van het Keurvorstendom Brandenburg. Na opstanden van de plaatselijke adel met ijzeren hand de kop te hebben ingedrukt, herstelde hij snel de orde. Dit was het begin van de 400 jaar die de Hohenzollerns over het gebied zouden regeren. Op het Concilie van Konstanz van 30 april 1415 maakte Sigismund Frederik tot markgraaf en keurvorst. Op 21 oktober werd hij door de Brandenburgers in Berlijn ingehuldigd en in 1417 kreeg hij het gebied officieel als leen.
Frederik was het niet eens met Sigismunds gewelddadige aanpak van de hussieten, waardoor de relatie bekoelde. Ook de interne vijandelijkheden in het Keurvorstendom Brandenburg bevielen Frederik niet en in 1425 trok hij zich terug op de Cadolzburg en maakte zijn zoon Johan regent (maar bleef wel zelf keurvorst). Vanaf 1427 organiseerde hij de oorlog tegen de hussieten en vanaf 1437 trok hij zich helemaal terug in zijn burcht, alwaar hij in 1440 ook stierf.
Frederik I werd als keurvorst opgevolgd door zijn zoon Frederik II.

## Kinderen
- Elisabeth (1403–1449), huwde in 1418 met hertog Lodewijk II van Liegnitz en nadien in 1438/1439 met hertog Wenceslaus I van Teschen
- Cecilia (1405–1449), huwde in 1423 met hertog Willem I van Brunswijk-Wolfenbüttel
- Johan (1406–1464), markgraaf van Brandenburg-Kulmbach
- Margaretha (1410–1465), huwde in 1423 met hertog Albrecht V van Mecklenburg, daarna in 1441 met hertog Lodewijk VIII van Beieren-Ingolstadt en vervolgens in 1446 met graaf Martin van Waldenfels
- Magdalena (1412–1454), huwde in 1426 met hertog Frederik II van Brunswijk-Lüneburg
- Frederik II (1413–1471), keurvorst van Brandenburg
- Albrecht Achilles (1414–1486), keurvorst van Brandenburg
- Sophie (1416–1417)
- Dorothea (1420–1491), huwde in 1432 met Hendrik IV van Mecklenburg
- Frederik III (1422/24–1463), heer van Altmark

## Voorouders
| Frederik I van Brandenburg             | Frederik I van Brandenburg                                               | Frederik I van Brandenburg                                               | Frederik I van Brandenburg                                                            | Frederik I van Brandenburg                                                            | Frederik I van Brandenburg                                               | Frederik I van Brandenburg                                               | Frederik I van Brandenburg                                                  | Frederik I van Brandenburg                                                  |
| -------------------------------------- | ------------------------------------------------------------------------ | ------------------------------------------------------------------------ | ------------------------------------------------------------------------------------- | ------------------------------------------------------------------------------------- | ------------------------------------------------------------------------ | ------------------------------------------------------------------------ | --------------------------------------------------------------------------- | --------------------------------------------------------------------------- |
| Overgrootouders                        | Frederik IV van Neurenberg (1287–1332) ∞ Margaretha van Gorizia (-1348)  | Frederik IV van Neurenberg (1287–1332) ∞ Margaretha van Gorizia (-1348)  | Berthold VII van Henneberg-Schleusingen (1272-1340) ∞ Adelheid van Hessen (1268–1317) | Berthold VII van Henneberg-Schleusingen (1272-1340) ∞ Adelheid van Hessen (1268–1317) | Frederik I van Meißen (1257–1323) ∞ Elisabeth van Arnshaugk (1286-1359)  | Frederik I van Meißen (1257–1323) ∞ Elisabeth van Arnshaugk (1286-1359)  | Keizer Lodewijk de Beier (1282-1347) ∞ 1324 Beatrix van Silezië (1292-1322) | Keizer Lodewijk de Beier (1282-1347) ∞ 1324 Beatrix van Silezië (1292-1322) |
| Grootouders                            | Johan II van Neurenberg (1309–1357) ∞ Elisabeth van Henneberg (-1377)    | Johan II van Neurenberg (1309–1357) ∞ Elisabeth van Henneberg (-1377)    | Johan II van Neurenberg (1309–1357) ∞ Elisabeth van Henneberg (-1377)                 | Johan II van Neurenberg (1309–1357) ∞ Elisabeth van Henneberg (-1377)                 | Frederik II van Meißen (1310-1349) ∞ Mathilde van Beieren (1313-1346)    | Frederik II van Meißen (1310-1349) ∞ Mathilde van Beieren (1313-1346)    | Frederik II van Meißen (1310-1349) ∞ Mathilde van Beieren (1313-1346)       | Frederik II van Meißen (1310-1349) ∞ Mathilde van Beieren (1313-1346)       |
| Ouders                                 | Frederik V van Neurenberg (1333–1398) ∞ Elisabeth van Meißen (1329-1375) | Frederik V van Neurenberg (1333–1398) ∞ Elisabeth van Meißen (1329-1375) | Frederik V van Neurenberg (1333–1398) ∞ Elisabeth van Meißen (1329-1375)              | Frederik V van Neurenberg (1333–1398) ∞ Elisabeth van Meißen (1329-1375)              | Frederik V van Neurenberg (1333–1398) ∞ Elisabeth van Meißen (1329-1375) | Frederik V van Neurenberg (1333–1398) ∞ Elisabeth van Meißen (1329-1375) | Frederik V van Neurenberg (1333–1398) ∞ Elisabeth van Meißen (1329-1375)    | Frederik V van Neurenberg (1333–1398) ∞ Elisabeth van Meißen (1329-1375)    |
| Frederik I van Brandenburg (1371–1440) |                                                                          |                                                                          |                                                                                       |                                                                                       |                                                                          |                                                                          |                                                                             |                                                                             |